# Regulador d'acidesa

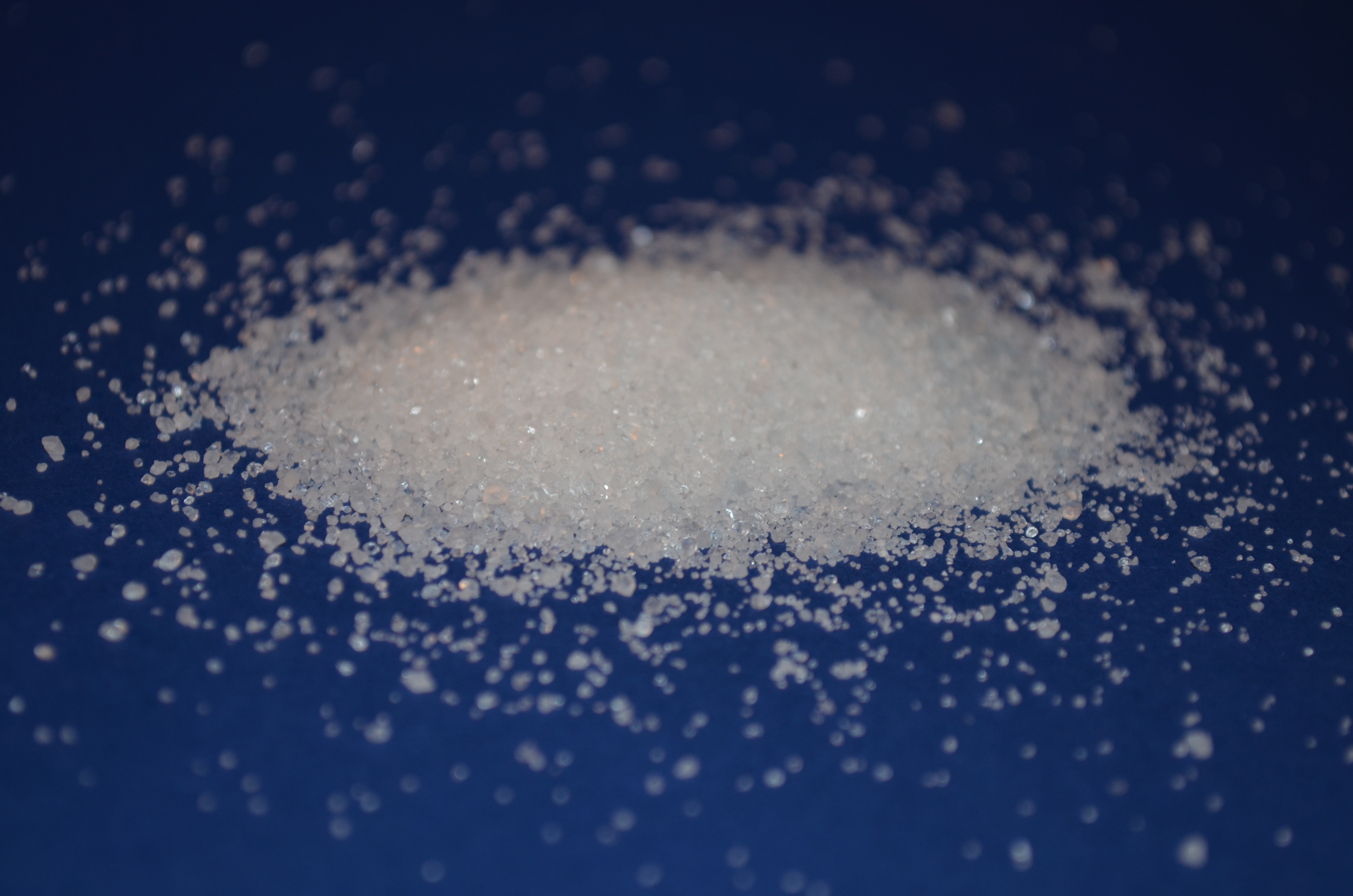
àcid cítric.

Els reguladors de l'acidesa, o agents de control del pH, són additius alimentaris que s'afegeixen per canviar o mantenir el pH (acidesa o basicitat). Poden ser àcids orgànics o àcids minerals, bases químiques, agents neutralitzadors o agents tamponadors.
Els reguladors de l'acidesa estan indicats per un nombre E com per exemple E260 (àcid acètic), o simplement llistats com àcids alimentaris.
Els reguladors d'acidesa que normalment es fan servir són l'àcid cítric i els àcids làctics.